# استافیلوکوک دلفینی
استافیلوکوک دلفینی (نام علمی: Staphylococcus delphini)، یک کوکسی گرم مثبت، کواگولاز مثبت و غیرمتحرک از جنس استافیلوکوک است که به صورت تک‌سلولی، جفت یا خوشه‌ای رشد می‌کند. این گونه برای اولین بار در سال ۱۹۸۸ از نمونه‌های پوستی آلوده دلفین‌های نگهداری شده در آکواریوم‌ها جداسازی و توصیف شد.

## ویژگی‌های میکروبیولوژیک
- شکل و رنگ‌آمیزی: کوکسی‌های گرد با قطر ۰٫۵–۱٫۵ میکرومتر که در رنگ‌آمیزی گرم به رنگ بنفش دیده می‌شوند.
- تست‌های بیوشیمیایی:

- کاتالاز مثبت.  
- تخمیر گلوکز و مانیتول با تولید اسید.  
- مقاوم به لیزوستافین (برخلاف برخی گونه‌های استافیلوکوک).  
- **رشد در محیط کشت**: کلونی‌های سفید تا کرم رنگ روی آگار خوندار پس از ۲۴–۴۸ ساعت در دمای ۳۷°C.

### مقاومت آنتی‌بیوتیکی
برخی سویه‌ها به پنی‌سیلین و اریترومایسین مقاومت نشان می‌دهند، اما معمولاً به وانکومایسین و تیکوپلانین حساس هستند.

## ژنتیک
توالی‌یابی ژنوم نشان می‌دهد که این گونه دارای ژنومی به اندازه ۲٫۷–۲٫۹ مگاباز است و ژن‌های مرتبط با مقاومت آنتی‌بیوتیکی (مانند mecA) در برخی سویه‌ها شناسایی شده‌اند.

## اهمیت بالینی و اکولوژی
- میزبان‌های اصلی: عمدتاً در دلفین‌ها و نهنگ‌های قاتل گزارش شده است.
- بیماری‌زایی: ایجاد عفونت‌های پوستی، آبسه و باکتریمی در پستانداران دریایی. موارد نادری از انتقال به انسان در محیط‌های آکواریومی مشاهده شده است.[۳]
- اکولوژی: به عنوان بخشی از فلور نرمال پوست در برخی پستانداران دریایی، اما در شرایط استرس زا (مانند اسارت) بیماری‌زا می‌شود.

## تفاوت با گونه‌های مشابه
این گونه از نظر فنوتیپی شباهت زیادی به استافیلوکوک اینترمدیوس دارد، اما بر اساس تجزیه و تحلیل ژن 16S rRNA و الگوی الکتروفورز ژل پالس‌فیلد (PFGE) متمایز می‌شود.